# Michel Gurfi
Michel Gurfi, pseudonimo di Michel Leandro Gurfinkiel Korngold (Buenos Aires, 3 dicembre 1982), è un attore e produttore televisivo argentino.

## Biografia
Partecipa a varie telenovele messicane, colombiane e argentine. Calca le scene di Rebelde, con i cantanti Dulce María, Ninel Conde, Anahí ed Enrique Rocha. Nel 2006 è nel cast di Amores cruzados, con l'attrice Ana Lucía Domínguez. Nel 2008 è Gael nella serie di Telecinco Los Serranos, al fianco di Natalia Sánchez. Nello stesso anno è nella produzione di Antena 3 Fisica o chimica, con il ruolo di Jonathan, interesse amoroso di Blanca Román, interpretata da Cecilia Freire.
Dal 2010 è fidanzato con Luciana Aymar.

## Filmografia

### Televisione
- Rebelde - telenovela (2004)
- Top models - serial TV (2005)
- Amores cruzados - serial TV (2006)
- Tiempo final - serial TV (2007)
- Fisica o chimica (Física o Química) - serie TV (4 episodi) (2008)
- Los Serrano - serie TV (2008)
- Champs 12 - serial TV (2009-2010)
- Valientes - serial TV (2010)
- Alguien que me quiera - serial TV (2010-in corso)

### Produzione
- Xqno serial tv (2005)
- La bella y el nerd - serial tv (2007)